# Bdeogale crassicauda
La mangusta dalla coda folta (Bdeogale crassicauda Peters, 1852) è un mammifero carnivoro della famiglia degli Erpestidi.

## Descrizione
Lunga 40–50 cm e pesante 0,9-1,6 kg, la mangusta dalla coda folta è più piccola e leggera della congenere mangusta dai piedi neri, alla quale somiglia in forme e caratteristiche anatomiche; se ne differenzia per il muso più grazioso e aguzzo e per la testa più minuta: il cranio ha una lunghezza condilo-basale inferiore ai 90 mm. Nella dentatura si nota il secondo molare superiore stretto e poco sviluppato. Ha la coda proporzionalmente piuttosto corta, ricoperta di pelo assai folto e lungo, più scuro del resto del corpo. Il mantello è composto di un sottopelo fitto ricoperto di lunghi peli grezzi con anulature di vari colori che danno picchiettature variabili e più o meno evidenti secondo le quattro sottospecie. Il colore va dal bruno terra al nerastro con faccia e parti inferiori chiare; la gola può essere giallo oro o castano scuro. Gli arti sono abbastanza lunghi, con zampe sfumate di bruno-nerastro.

## Tassonomia
La mangusta dalla coda folta viene suddivisa in quattro sottospecie:
- B. c. crassicauda Peters, 1852;
- B. c. nigrescens Sale e Taylor, 1970;
- B. c. puisa Peters, 1852;
- B. c. tenuis Thomas e Wroughton, 1908.

## Distribuzione e habitat
L'areale di questa specie si estende dallo Zimbabwe orientale e dal Mozambico centrale, attraverso Malawi, Zambia orientale, Repubblica Democratica del Congo sud-orientale e Tanzania, fino al Kenya, a nord. Fuori del suo solito areale è stata avvistata anche a Mweru Wantipa nel nord dello Zambia e sulle sponde del medio Zambesi dal lato appartenente allo Zimbabwe, nei pressi del lago Kariba. È presente a Zanzibar. Si incontra fino ad altitudini di 1850 m.
Le presunte voci di avvistamenti di questa specie nello Yemen necessitano di ulteriori conferme.

## Biologia
Notturna, dorme di giorno in alberi cavi e tane abbandonate da altre specie. Molto timida e diffidente, è specie difficile da osservare. Si nutre di piccoli animali, specialmente lucertole e serpenti, ma anche di termiti e altri insetti.